# Vall de la Solana

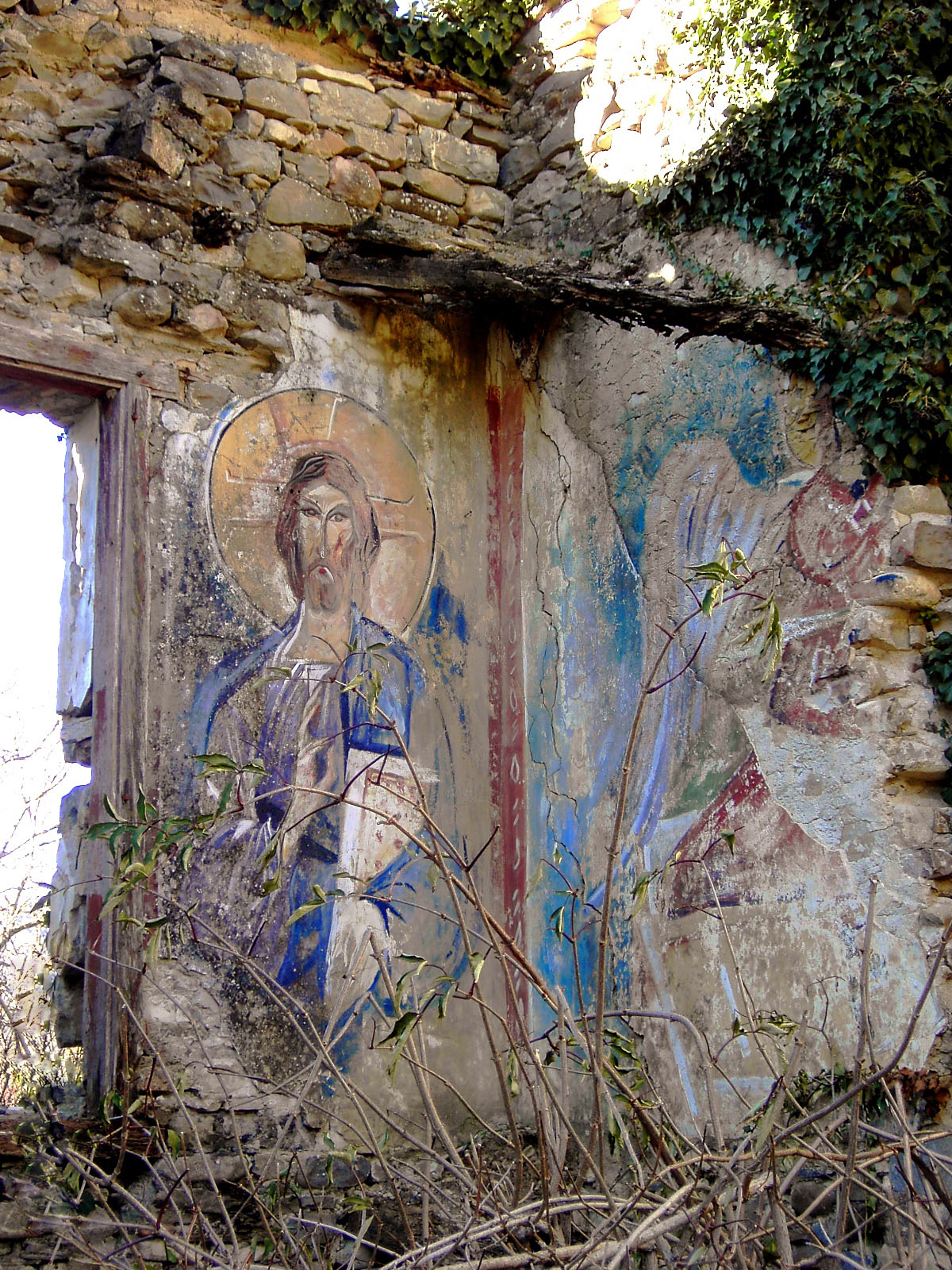
Pintures deteriorades a l'interior d'una de les moltes esglésies en ruïnes de la Vall de la Solana

La Vall de la Solana (aragonès Val d'a Solana) és una vall dels Pirineus aragonesos dins de la comarca del Sobrarb. El riu Ara travessa la vall d'oest a est i l'altitud mitjana és de 850 m.

## Història
La vall, abans plena de nuclis habitats, es va deshabitar entre 1960 i 1970 a causa de l'expropiació per l'ICONA, així com de la decadència de les pràctiques agrícoles tradicionals i dels canvis en la forma de vida en les zones rurals durant la segona meitat del segle xx.
Hi ha algunes esglésies i altres edificis religiosos d'interès a la vall, però totes les cases es troben abandonades i en estat de ruïna més o menys avançat. Cal destacar l'exconjurador de Burgasé.
Actualment gran part de la vall es troba dins del terme municipal de Fiscal.

## Pobles abandonats
A la vall s'hi troben molts nuclis deshabitats de:
- Burgasé
- Caixol
- Càmpol
- Castellar
- Cheré
- Chinuabel
- Chiral
- Lacort
- Muro d'Ara o Muro d'a Solana
- Puyuelo
- Sasé
- Semolué
- San Martín de Puytarans
- Sant Felices de Solana
- Villamana
- Jánovas